# WiiWare World
WiiWare World é um website dedicado a informações sobre o serviço de download de jogos WiiWare do console Nintendo Wii. No site são disponibilizados noticias, informações, imagens, vídeos e análises de jogos. O site foi inaugurado em maio de 2008, desenvolvido no Reino Unido.